# 하세미 사키
하세미 사키(長谷見 沙貴)는 일본의 남성 애니메이션 각본가, 만화 스토리 작가로, 지바현 출신이다.

## 개요
1980년대부터 1990년대 후반까지는 'SAKI', 「하세미 사키」명의 등으로 비디오 게임의 기획이나 시나리오, 원화 등을 다루는 게임 크리에이터·일러스트레이터였지만, 2001년에 우마코시 요시히코와 만난 것이 계기로 「오쟈마녀 도레미」에 넣어 남성판 「꼬마마법사 레미」라고 말할 수 있는 「리틀 버스터 Q」를 기획·입안했다. 게다가 아마다 인쇄 가공에 기획을 의뢰받아 「오쟈마녀 어드벤처~사이쇼의 마법」의 각본과 오리지널 캐릭터인 「마죠리즘(권기산 리즈무)」의 기획에 종사한다.
핑키 스트리트에도 넣어 핑키 Sweet 사키(흰색) 핑키 Bitter 사키(검은색)로 명명된 요정 핑키가 들어간 OVA 2편의 각본을 맡았다.
텔레비전 애니메이션의 각본에 들어간 것은 「슈가슈가룬」이 최초이며, 야부키 켄타로 원작의 애니메이션 「BLACK CAT」의 각본도 담당. 또 그 인연으로, 「주간 소년 점프」지상에서 「To LOVE 트러블」(작화:야부키 켄타로)의 각본을 담당하고 있었다. 이외에 '파워퍼프걸Z'의 각본도 맡고 있다.
F1에 관심이 있어 사토 타쿠마를 지지하고 있다.

## 작품 목록

### 게임 기획
- 제로용 챔프 / 제로용 챔프 2（차량 일러스트）
- 더 그레이트 배틀 POCKET（캐릭터 디자인）
- 미니 4보이（캐릭터 디자인 기획）
- 미니 4보이 II（캐릭터 디자인・시나리오 라이터）
- 리틀 버스터 Q（기획・각본）
- 오쟈마녀 바보~ 내쇼노 마법（기획 · 각본 · 마조리즘 발안）
- NUGA-CEL!
- 좀 더 NUGA-CEL!
- 천의 창성 스트라이크 걸즈 / 현란한 처녀 걸스 스트라이커　(시나리오 감수)
- 허니×블레이드 / 허니×블레이드2　(시나리오 감수)
- 데타리키Z 특별방위국 대원들의 일상　(시나리오 감수)

### 애니메이션 각본
- 핑키 스트리트（각본・구성）
- 슈가슈가룬（제5・12・21・36이야기 각본）
- 카드왕 믹스마스터（제3・11이야기 각본）
- BLACK CAT（제3・4・5・9・13・14・19이야기 각본）
- 파워퍼프걸Z（제2・12・23(b)・25(b)・41화 등 각본）
- 모탄（시리즈 구성・각본）
- To LOVE 트러블 OVA（감수・제2화 각본）

### 만화 원작
- To LOVE 트러블
- To LOVE 트러블 다크니스
- 스타프라! NG♪
- GT-giRL

## 같이 보기
- 각본가
- 야부키 켄타로
- 우마코시 요시히코
- 요시다 레이코
- 세키 히로미